# Stefan Mickiewicz
Stefan Mickiewicz (ur. 12 sierpnia 1881 w Antonowie, zm. 7 września 1929 w Radomiu) – polski adwokat, działacz społeczny i polityczny, poseł na Sejm Litwy Środkowej.   

## Życiorys
Był synem powstańca styczniowego Edwarda i Antoniny z Granickich. Uczęszczał do szkoły realnej w Poniewieżu i w Lipawie. W związku z działalnością niepodległościową został wtrącony do więzienia, a następnie zesłany do Kurska, gdzie w 1903 roku zdał maturę. W tym samym roku wstąpił na Wydział Prawa Uniwersytetu Petersburskiego, jednak prawo ukończył w 1909 roku na Uniwersytecie w Moskwie. Związał się z Polską Partią Socjalistyczną oraz został jednym z założycieli Związku Młodzieży Postępowej. Uczestniczył w rewolucji 1905 roku na terenie Petersburga i Litwy. 
Po wybuchu I wojny światowej działał w Polskim Towarzystwie Pomocy Ofiarom Wojny. 19 grudnia 1915 roku został wybrany skarbnikiem tej organizacji. W 1916 roku dołączył do rosyjskiego konspiracyjnego Koła Rosjan Przyjaciół Niepodległości Polski. Był również związany z Polskim Zrzeszeniem Niepodległościowym oraz piotrogrodzkiej Polskiej Organizacji Wojskowej. W marcu 1917 roku związał się z tworzonym wówczas Związkiem Wojskowym Polaków. Był także członkiem Polskiego Komitetu Demokratycznego. 
Od października 1918 roku był członkiem warszawskiego Komitetu do Spraw Wschodnich. 28 grudnia 1918 roku dołączył do składu Tymczasowej Komisji Rządzącej w Wilnie. W lutym 1920 roku był współzałożycielem Polskiego Związku Ludowego „Odrodzenie”. Od grudnia 1920 roku Mickiewicz zasiadał w zarządzie Związku Bezpieczeństwa Kraju. Przed wyborami do Sejmu Litwy Środkowej w 1922 roku doszło do rozłamu w PZL „Odrodzenie”. Mickiewicz stanął na czele frakcji bezkompromisowo dążącej do federacji Litwy Kowieńskiej z Polską. W wyborach został wybrany posłem na Sejm Litwy Środkowej z okręgu nr 12 (Brasław). Zasiadał w komisjach: politycznej i głównej. Po rozwiązaniu Sejmu został wójtem gminy niemenczyńskiej. Był członkiem Towarzystwa Przyjaciół Nauk w Wilnie.  
Jesienią 1929 roku wyjechał do rodziny do Radomia. Zmarł tam po ciężkiej chorobie 7 września 1929 roku. 